# Евріпідіс Бакірдзіс
Евріпі́діс Бакірдзі́с (грец. Ευριπίδης Μπακιρτζής; 16 січня 1895 — 9 березня 1947) — грецький військовий та політичний діяч, глава уряду грецьких територій, що не потрапили під німецьку окупацію.

## Життєпис
Народився в Козані. Був офіцером грецької армії. Звільнився з лав збройних сил. Був співзасновником EKKA, окремої групи, яка згодом приєдналась до Грецької народної визвольної армії. Очолював Комітет національного визволення, уряд територій, що залишились під грецькою владою. Помер на Егейських островах 1947 року.